# Remeha

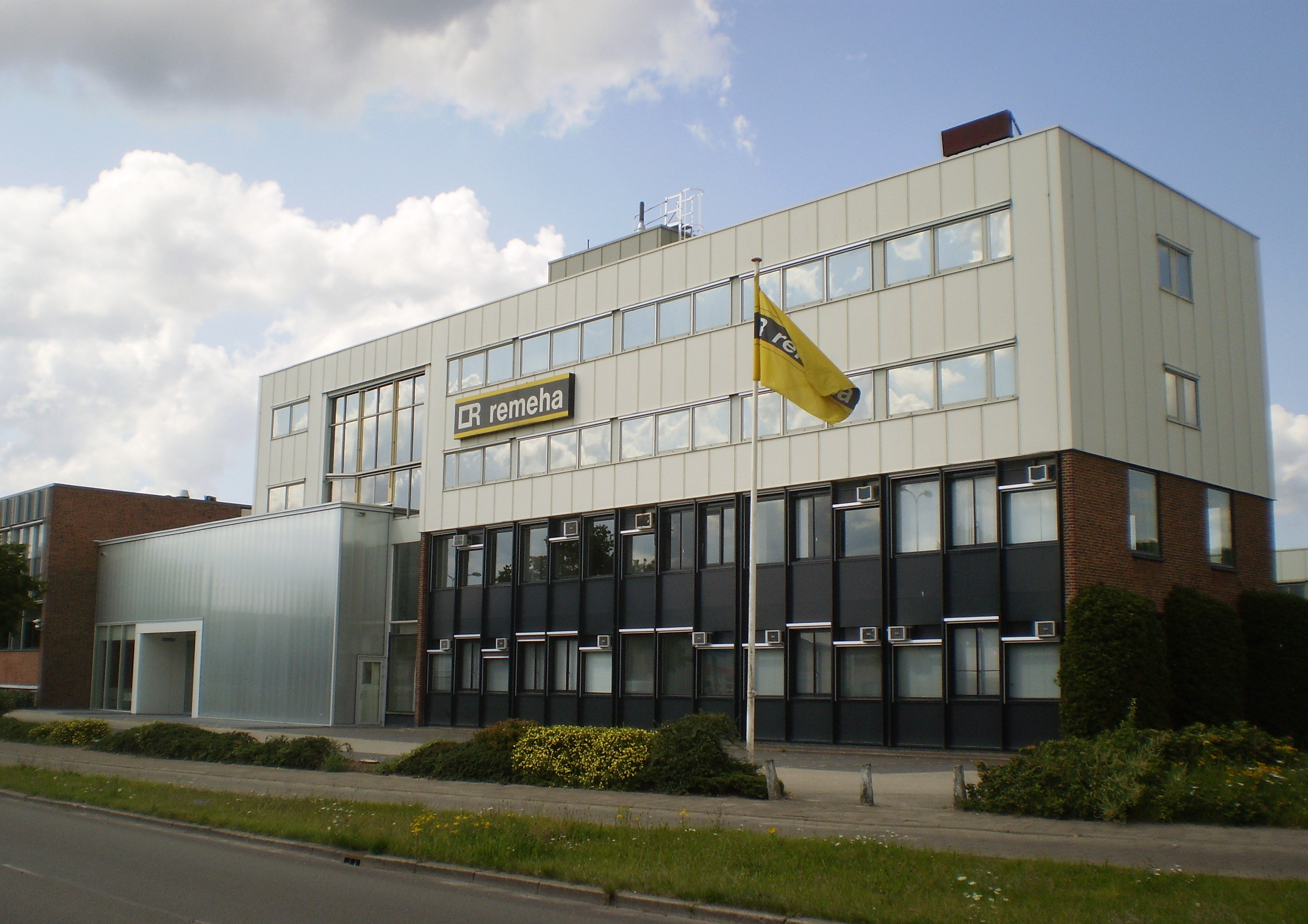
Bedrijfspand van Remeha

Remeha is een Nederlandse producent van centrale verwarmingsproducten voor de woning- en utiliteitsbouw, gevestigd in Apeldoorn.
In 1924 richten de Nederlandse ondernemers en broers Gerard en Johan van Reekum een technisch handelsbedrijf in Apeldoorn op, met in 1925 een tweede vestiging in Rotterdam. De nv "Van Reekum's Metaalhandel" (waarvan de merknaam Remeha is afgeleid) verhandelde stalen buizen en fittingen voor de centrale verwarmingsindustrie. In 1933 wordt de vestiging Rotterdam gesloten en de bedrijfsactiviteiten geconcentreerd in Apeldoorn. Daar begint  de handelsonderneming in cv-ketels Van Reekum met ook eigen productie, de A-serie het eerste model van Remeha. Remeha maakte een aantal industrieproducten, waaronder olietanks voor de chemische industrie. In 1948 richtte het een eigen gieterij op en ontwikkelde Remeha zich verder tot een fabrikant van onderdelen voor toepassingen in centrale verwarming zoals gietijzeren ketels. Aanvankelijk waren dit ketels voor vaste brandstoffen (zoals cokes). Na 1955 kwam ook het oliestoken langzaam op gang en ook werden ketels ontwikkeld voor stadsgas. Na de ontdekking van aardgas in 1963 onder Nederlandse bodem werden in de jaren daarna complete verwarmingstoestellen voor die brandstof ontwikkeld. Aangespoord door de aandacht voor brandstofbesparing legde het bedrijf zich toe op het ontwikkelen van hoogrendementsketels zoals de condenserende verwarmingsketel. 
In 1985, bij het 50-jarig bestaan, telde de onderneming 370 werknemers, inclusief de vestigingen in West-Duitsland en Engeland. In 2004 fuseerde het Nederlandse bedrijf met de Franse verwarmingsfabrikant De Dietrich Thermique. De bedrijven vormden samen de De Dietrich Remeha Group. In 2009 volgde een fusie tussen deze groep en de Britse Baxi Group, resulterend in BDR Thermea.
Remeha is een van de producenten die bezig zijn met de ontwikkeling van de HRe-ketel. In 2010 is deze ketel, waarbij warmteproductie wordt gecombineerd met het opwekken van elektriciteit door middel van een stirlingmotor voor gebruik in huishoudens op de Nederlandse markt geïntroduceerd onder de merknaam eVita.
Het bedrijf heeft anno 2010 circa 550 werknemers en realiseerde een jaaromzet van bijna € 300 miljoen. Het bedrijf is ISO 9001 gecertificeerd.

## Links en literatuur
- Alex Donswijk, REMEHA, in: IJzersterk Apeldoorn (Apeldoorn, 2025), 106-111. ISBN 9789082767568
- Officiële website